# 香港2007年6月

## 6月1日
（請按此參閱當天之報章頭條）
- 一名男子在網上留言表示欲炸毀「迪迪尼」和美國領事館，被判「浪費警力」罪名成立。 明報即時新聞、明報
- 近期掀起熱潮的無綫電視劇集《溏心風暴》是晚播映大結局，被揭發中國大陸的網已在前一日搶先盜播。 明報
- 香港海關在灣仔、油麻地和旺角的7個小販檔，首次破獲冒牌北京奧運紀念品。 明報
- 前香港政務司司長陳方安生表示無意參選2012年的香港行政長官選舉。 明報
- 有藥劑團體指出，興奮劑芬特明在香港被嚴重濫用作減肥用途。 明報
- 歐洲一站式家具店B&Q正式登陸香港，在九龍灣Megabox開業。 明報
- 在舊中環天星碼頭割爛地盤帆布的何來，被判120小時社會服務令，但她仍要選擇服務令工作種類，被法官斥責。 明報

## 6月2日
（請按此參閱當天之報章頭條）
- 大紫荊勳賢莊世平因心律衰竭病逝，享年97歲。 明報[]
- 一輛電車在北角英皇道及北角道交界出軌，5人受輕傷。 明報
- 政府展開2007年選民登記運動，耗資1400萬港元。 明報[]

## 6月3日
（請按此參閱當天之報章頭條）
- 尖沙咀梳士巴利道路面出現沉降，一條煤氣管被壓毀，事故懷疑與九龍南綫鐵路鑽挖隧道工程有關。 明報

## 6月4日
（請按此參閱當天之報章頭條）
- 支聯會在維多利亞公園舉行悼念六四燭光晚會，主題為「平反六四  支持維權」，主辦單位稱有五萬五千人參與。BBC中文網 （页面存档备份，存于）
- 香港島南區的淺水灣、南灣、中灣、舂坎角、深水灣等五個泳灘發現疑似紅潮懸掛紅旗。香港政府新聞公報 1 （页面存档备份，存于）、2 （页面存档备份，存于）
- 電訊管理局確認香港的數碼地面電視服務將會採用中華人民共和國的國家制式，亞視及無線亦將會推出高清電視節目。 香港政府新聞公報 （页面存档备份，存于）

## 6月5日
（請按此參閱當天之報章頭條）
- 行政會議通過香港公務員加薪5%，最快8月實施，而生效期則追溯至本年4月1日。預料可獲立法會財務委員會支持。星島日報
- 廣播事務管理局批准查懋聲入股亞洲電視。雅虎香港、香港政府新聞公報 （页面存档备份，存于）
- 繼香港島南區五個泳灘後，屯門區的舊咖啡灣、新咖啡灣、加多利灣、黃金泳灘、青山灣、蝴蝶灣等六個泳灘發現疑似紅潮，上述泳灘懸掛紅旗。雅虎香港
- 香港外籍家庭傭工的規定每月最低工資，調高80港元至3,480港元。 香港政府新聞公報 （页面存档备份，存于）

## 6月6日
（請按此參閱當天之報章頭條）
- 香港文化博物館由今日起至9月9日，展出120多件於中國四川三星堆及金沙出土的古蜀文物。 香港政府新聞公報 （页面存档备份，存于）
- 「香港拉登」馬照聲涉嫌5次寄出恐嚇信予東方報業集團，被控2項刑事恐嚇罪，案件於東區裁判法院開審。 明報
- 香港教育學院風波聆訊落幕，裁決委員會主席楊振權表示對教院合併指控有所保留。 明報
- 13歲童黨涉嫌強姦同齡少女，但因香港法例所限只能控其非禮罪。 明報
- 智庫組織智經研究中心建議香港設立醫療儲蓄戶口計劃，強制在職市民供款。 明報
- 香港海關及香港衛生署決定抽驗牙膏是否含二甘醇。 明報

## 6月7日
（請按此參閱當天之報章頭條）
- 深圳灣日前出現的紅潮已隨著水流飄過后海灣，流到香港水域，影響到流浮山的蠔排。而紅潮亦已影響到本港各泳灘，包括馬灣、蝴蝶灣等。是次紅潮中，海水有含微量毒素「環溝藻」。明報
- 影視及娛樂事務管理處收到超過一百宗針對《蘋果日報》、《太陽報》及《東方日報》風月版的投訴，淫褻物品審裁處將其評級為非不雅。 維基新聞
- 廣東惠陽一名女遊客因在香港迪士尼樂園機動遊戲「太空飛碟」內失足跌傷，入稟香港區域法院向香港國際主題樂園有限公司索償，指樂園因疏忽或不履行責任導致受傷。 明報
- 2007年香港區議會選舉訂於本年11月18日舉行，選舉管理委員會建議候選人選舉開支上限增加至48,000港元。 明報
- 地鐵公司股東、港交所董事David Webb質疑地鐵在現時兩鐵合併的條款中損害股東利益，呼籲小股東就合併投反對票。 明報

## 6月8日
（請按此參閱當天之報章頭條）
- 香港立法會以30票贊成、17票反對及1票棄權，三讀通過《兩鐵合併條例草案》。 維基新聞 （页面存档备份，存于）

## 6月9日
（請按此參閱當天之報章頭條）
- 行政長官曾蔭權早上在湖南長沙出席泛珠三角論壇展覽館開幕禮；下午出席「第四屆泛珠三角區域合作與發展論壇」。 明報
- 截至9日，因發現疑似紅潮而懸掛紅旗的康樂及文化事務署泳灘達16個，遍佈屯門、南區、馬灣以及南丫島洪聖爺灣。香港政府新聞網 （页面存档备份，存于） 維基新聞 （页面存档备份，存于）

## 6月10日
（請按此參閱當天之報章頭條）
- 香港有線電視宣佈奪得2010年世界盃足球賽香港直播權，但末有透露奪得直播權的有關金額。 有線新聞稿 （页面存档备份，存于）、明報

## 6月11日
（請按此參閱當天之詳細新聞內容及報章頭條）
- 昂坪360有一部吊車於赤鱲角南路墮下，無人受傷，纜車公司宣佈停駛吊車。 明報即時新聞、明報
- 粉嶺官立中學四名中二女生，疑在校內服食氯胺酮(K仔)後感到不適須送院；有社工指近年青少年濫藥模式已改變，冀望政府注視。明報
- 理大誤發二萬多名學生的成績單，疑涉人為錯誤；校方已就事件知會私隱專員公署，並向學生致歉。明報

## 6月12日
（請按此參閱當天之詳細新聞內容、報章頭條及天氣報告）
- 昂坪纜車墮地事故，地鐵公司連夜運走纜車作檢驗，而政府則高度關注事件，要求地鐵儘快徹查。明報
- 被市民入稟申請司法覆核的西九龍海輝道地皮，由新鴻基地產以55.6億港元投得，屬市場預期下限。明報
- 深水埗公園游泳池被驗出池水的大腸桿菌含量超標，泳池需要關閉及進行清潔工作。 明報
- 香港政府公佈高層官員任命，三項調動均於7月1日起生效。 香港政府新聞公報 （页面存档备份，存于）
- 邵逸夫獎基金會公佈2007年邵逸夫獎得獎結果，是屆共有四位科學家獲頒獎項。大會新聞稿 （页面存档备份，存于）

## 6月13日
（請按此參閱當天之報章頭條）
- 昂坪纜車常務董事高德偉表示，相信纜車車廂墮下事故不涉操作問題，他亦無意辭職。明報
- 2007年特區成立周年煙花匯演將於7月1日晚上在維港上空舉行，是次煙花匯演將首次以新技術呈現的簡體中文「中国人」字樣，並跟幻彩詠香江一同進行。大公報

## 6月14日
（請按此參閱當天之報章頭條）
- 立法會通過政策局重組決議案，三司十二局將如期於7月1日開始運作。 明報[]

## 6月15日
（請按此參閱當天之報章頭條及天氣報告）
- 5月下旬於荃灣德士古道品質工業大廈三級火中殉職的消防員黃家熙今日以最高榮譽規格舉殯，遺體安葬浩園。 明報

## 6月16日
（請按此參閱當天之報章頭條）
- 漁農自然護理署檢驗雀鳥公園一隻雀鳥糞便樣本，發現樣本對H5N1禽流感呈陽性反應，店舖已關閉；漁農自然護理署於翌日關閉雀鳥公園，進行大清洗。 明報
- 逾千名教師於中環集會遊行，抗議港府只調整2000年後入職教師的起薪點，而沒有相應調高過去數年入職的教師薪酬。 明報

## 6月17日
（請按此參閱當天之報章頭條）
- 旺角火車站發生罕見墜軌意外，一名十九歲助教，疑因醉酒追趕已開出的列車，失足從兩卡列車之間墮下路軌，慘遭拖行輾過，右手前臂皮肉撕開，手部神經腺受損；右腳被輾斷，四隻腳趾輾至血肉模糊，經四小時手術搶救後，情況危殆。星島日報

## 6月18日
（請按此參閱當天之報章頭條及天氣報告）
- 香港恒生指數成交額首度突破一千億元，收市報21582點，升565點，創歷史新高。然而，細價股爆發小型股災，部分股份急跌超過一成，1306間上市公司中下跌的股份較上升的股份還要多。明報財經網 （页面存档备份，存于） 蘋果日報
- 香港四個巴士工會分別與資方談判加薪幅度，但未有達成共識。工會拒絕接受資方的加薪幅度，並要求環境運輸及工務局局長廖秀冬介入談判。 星島日報

## 6月19日
（請按此參閱當天之天氣報告）
- 伊利沙伯醫院證實，3名年齡介乎46至99歲病人在上月接受完心臟「通波仔」手術後，出現併發症及器官衰歇死亡，交死因庭跟進。明報
- 香港各區舉行龍舟競渡歡慶端午節，其中在沙田城門河上演一場長者龍舟錦標賽，參賽者中最齡最大80歲，總年齡逾11,000歲。明報

## 6月20日
（請按此參閱當天之報章頭條）
- 負責調查教院風波的委員會已完成報告，指前教統局常任秘書長羅范椒芬對要求教院解僱兩名職員的指控成立，干預學術自由；羅范椒芬已於6月18日向行政長官曾蔭權請辭，獲得接納。明報 星島日報[]

## 6月21日
（請按此參閱當天之報章頭條）
- 新巴和城巴的工會代表，再與資方談判，工會仍不滿資方加薪的幅度；而九巴勞資雙方則達成共識。星島日報[] 星島日報[]

## 6月22日
（請按此參閱當天之報章頭條）
- 一輛垃圾車清晨在中環雲咸街落斜，左轉入皇后大道中時失控，先後撞毀一架的士及四輛送報紙的客貨車，兩人受傷。垃圾車司機懷疑酒後駕駛。明報
- 特區政府第三屆班子出籠。唐英年任政務司司長，曾俊華任財政司司長。明報

## 6月23日
（請按此參閱當天之報章頭條）
- 中國國務院今日根據行政長官曾蔭權的提名，任命香港特別行政區第三屆政府的主要官員。名單如下：

| - 政務司司長：唐英年 - 律政司司長：黃仁龍 - 教育局局長：孫明揚 - 政制及內地事務局局長：林瑞麟 - 保安局局長：李少光 - 食物及衛生局局長：周一嶽 - 公務員事務局局長：俞宗怡 - 民政事務局局長：曾德成 | - 財政司司長：曾俊華 - 商務及經濟發展局局長：馬時亨 - 財經事務及庫務局局長：陳家強 - 勞工及福利局局長：張建宗 - 發展局局長：林鄭月娥 - 環境局局長：邱騰華 - 運輸及房屋局局長：鄭汝樺 |

另外國務院又任命五名主要官員。他們是警務處處長鄧竟成、廉政專員湯顯明、審計署署長鄧國斌、入境事務處處長黎棟國、海關關長袁銘輝。此外，政府亦宣布委任陳德霖為行政長官辦公室主任，而劉兆佳會繼續擔任中央政策組首席顧問。香港政府新聞網 （页面存档备份，存于）

## 6月24日
（請按此參閱當天之報章頭條）
- 旺角通菜街兩幢大廈發生電力故障，懷疑大廈鹹水管爆裂，使其下電錶房滲水有關。 明報
- 駐港解放軍於早上派發八一跳傘隊表演門券，九千張門券於中午前已全部派清。 星島日報

## 6月25日
（請按此參閱當天之報章頭條）
- 赤柱黃麻角道富豪海灣附近一個沙井揭發皮篋藏屍案，其後改為兇殺案。明報
- 行政長官曾蔭權公佈新一屆行政會議成員名單，現任15名非官守成員全數留任，另外新委任許仕仁為非官守成員。明報

## 6月26日
（請按此參閱當天之報章頭條）
- 香港歷來最大宗販運氯胺酮毒品案，兩名男子因販運426公斤氯胺酮，分別被判監30年，是同類案件中最重的刑罰。 明報 （页面存档备份，存于）

## 6月27日
（請按此參閱當天之報章頭條）
- 特區十周年成就展在北京首都博物館揭幕，行政長官曾蔭權表示香港今天的成就，標誌著一國兩制及香港基本法成功落實。 明報 （页面存档备份，存于）

## 6月28日
（請按此參閱當天之天氣報告）
- 十五名泛民主派成員於紅磡碼頭跳海，為今年七一遊行造勢。星島日報

## 6月29日
（請按此參閱當天之報章頭條及天氣報告）
- 國家主席胡锦涛及其夫人抵港，出席香港特區成立十周年的慶祝活動，訪問行程為期三天。 星島日報 （页面存档备份，存于）

- 胡锦涛的專機在早上11時32分抵達香港，行政長官曾蔭權伉儷上機迎接，而兩名小學生更向胡錦濤獻花，之後胡錦濤與在場迎接的人士逐一握手。胡錦濤表示，特區成立十周年是中港兩地的大喜事，此行是帶著中國中央政府及全國人民的祝福到港參與十周年的慶祝活動。在中央政府和全國人民的大力支持下，特區政府能切實貫徹一國兩制、港人治港、高度自治的方針，並團結帶領香港各界人士，戰勝了各種困難、風險，推動了香港發展，冀香港能整理特區成立十年以來的的成功經驗，並為特區成立以來所取得驕人的成就感到由衷的高興。
- 胡錦濤抵港後，先到其下榻的灣仔君悅酒店，並會見香港行政長官曾蔭權。胡锦涛表示感受到香港的整體氣氛較上次訪港時好，經濟持續增長，民生改善，發展勢頭愈來愈好，香港民眾的信心也明顯增加，對香港發展所取得的成績，及未來的發展前景感到高興及。充滿信心。而曾蔭權則感謝中央政府過去的支持，使特區政府能克服挑戰，市民能以歡欣、愉快的心情來迎接特區成立十周年這個大日子。
- 胡锦涛下午到沙田區多個地點參觀，展開一連串的參觀活動。胡锦涛先到香港體育學院，與一群備戰2008年北京奧運會的運動員和與李靜、高禮澤及黃金寶等2006年多哈亞運會的獲獎運動員傾談，並觀看了輪椅劍擊和乒乓球的示範。而胡錦濤更即席與一名少年球員趙頌熙切磋球技，並在乒乓球拍上簽名留念。其後，胡锦涛到烏溪沙青年新村，內裏正有約百名青少年進行分享會，回顧他們在同年四月時參與「京港同心慶回歸迎奧運」交流活動。胡锦涛勉勵他們要努力學習各種知識和本領及學習為人做事的道理，並好好裝備自己、迎接未來。此外，胡锦涛亦分別到馬鞍山錦豐苑及頌安邨探訪一個中產及一個基層家庭，並分別送贈了等離子電視及手提電腦予他們。
- 而胡锦涛晚上出席行政長官曾蔭權為他而設的「家宴」，並會見香港政府各現任及候任主要官員。胡锦涛形容香港未來5年將面臨十分繁重的任務，故他對新班子提出「四點希望」。分別是「要全面準確把握和實施一國兩制，嚴格參照《香港基本法》辦事」、「要忠實履行以民為本施政理念，深入民眾，貼近民心，了解民意，努力為廣大市民提供優質服務」、「要善於總結經驗，掌握規律，不斷的建立健全、民主、科學決策的體制機制，不斷並提高管治水平」及「加強團結、勤政廉潔、務實高效、開拓創新，形成良好團隊作風」。曾蔭權回應衷心感謝胡錦濤的訓勉，並定當跟各主要官員及行政會議成員，為香港締造更美好的環境。

- 香港藝術館從今天起展出十多幅國寶級書畫，包括北宋畫家張擇端的清明上河圖。 星島日報[]

## 6月30日
- 國家主席胡锦涛在香港會議展覽中心會見了香港各界知名人士、港區政協、港區全國人大代表以及中資機構代表。晚上胡錦濤、曾蔭權等人觀看慶祝香港回歸祖國十周年文藝晚會。 香港政府新聞公報 （页面存档备份，存于）

| 香港新聞動態 |
| \| - 2024年香港：1月 - 2月 - 3月 - 4月 - 5月 - 6月 - 7月 - 8月 - 9月 - 10月 - 11月 - 12月 - 2023年香港：1月 - 2月 - 3月 - 4月 - 5月 - 6月 - 7月 - 8月 - 9月 - 10月 - 11月 - 12月 - 2022年香港：1月 - 2月 - 3月 - 4月 - 5月 - 6月 - 7月 - 8月 - 9月 - 10月 - 11月 - 12月 - 2021年香港：1月 - 2月 - 3月 - 4月 - 5月 - 6月 - 7月 - 8月 - 9月 - 10月 - 11月 - 12月 - 2020年香港：1月 - 2月 - 3月 - 4月 - 5月 - 6月 - 7月 - 8月 - 9月 - 10月 - 11月 - 12月 - 2019年香港：1月 - 2月 - 3月 - 4月 - 5月 - 6月 - 7月 - 8月 - 9月 - 10月 - 11月 - 12月 - 2018年香港：1月 - 2月 - 3月 - 4月 - 5月 - 6月 - 7月 - 8月 - 9月 - 10月 - 11月 - 12月 - 2017年香港：1月 - 2月 - 3月 - 4月 - 5月 - 6月 - 7月 - 8月 - 9月 - 10月 - 11月 - 12月 - 2016年香港：1月 - 2月 - 3月 - 4月 - 5月 - 6月 - 7月 - 8月 - 9月 - 10月 - 11月 - 12月 - 2015年香港：1月 - 2月 - 3月 - 4月 - 5月 - 6月 - 7月 - 8月 - 9月 - 10月 - 11月 - 12月 - 2014年香港：1月 - 2月 - 3月 - 4月 - 5月 - 6月 - 7月 - 8月 - 9月 - 10月 - 11月 - 12月 - 2013年香港：1月 - 2月 - 3月 - 4月 - 5月 - 6月 - 7月 - 8月 - 9月 - 10月 - 11月 - 12月 - 2012年香港：1月 - 2月 - 3月 - 4月 - 5月 - 6月 - 7月 - 8月 - 9月 - 10月 - 11月 - 12月 - 2011年香港：1月 - 2月 - 3月 - 4月 - 5月 - 6月 - 7月 - 8月 - 9月 - 10月 - 11月 - 12月 - 2010年香港：1月 - 2月 - 3月 - 4月 - 5月 - 6月 - 7月 - 8月 - 9月 - 10月 - 11月 - 12月 - 2009年香港：1月 - 2月 - 3月 - 4月 - 5月 - 6月 - 7月 - 8月 - 9月 - 10月 - 11月 - 12月 - 2008年香港：1月 - 2月 - 3月 - 4月 - 5月 - 6月 - 7月 - 8月 - 9月 - 10月 - 11月 - 12月 - 2007年香港：1月 - 2月 - 3月 - 4月 - 5月 - 6月 - 7月 - 8月 - 9月 - 10月 - 11月 - 12月 - 2006年香港：1月 - 2月 - 3月 - 4月 - 5月 - 6月 - 7月 - 8月 - 9月 - 10月 - 11月 - 12月 - 2005年香港：1月 - 2月 - 3月 - 4月 - 5月 - 6月 - 7月 - 8月 - 9月 - 10月 - 11月 - 12月 - 2004年香港：1月 - 2月 - 3月 - 4月 - 5月 - 6月 - 7月 - 8月 - 9月 - 10月 - 11月 - 12月 - 2003年香港：1月 - 2月 - 3月 - 4月 - 5月 - 6月 - 7月 - 8月 - 9月 - 10月 - 11月 - 12月 - 2002年香港：1月 - 2月 - 3月 - 4月 - 5月 - 6月 - 7月 - 8月 - 9月 - 10月 - 11月 - 12月 - 2001年香港：1月 - 2月 - 3月 - 4月 - 5月 - 6月 - 7月 - 8月 - 9月 - 10月 - 11月 - 12月 - 2000年香港：1月 - 2月 - 3月 - 4月 - 5月 - 6月 - 7月 - 8月 - 9月 - 10月 - 11月 - 12月 - 1999年香港：1月 - 2月 - 3月 - 4月 - 5月 - 6月 - 7月 - 8月 - 9月 - 10月 - 11月 - 12月 - 1998年香港：1月 - 2月 - 3月 - 4月 - 5月 - 6月 - 7月 - 8月 - 9月 - 10月 - 11月 - 12月 - 1997年香港：1月 - 2月 - 3月 - 4月 - 5月 - 6月 - 7月 - 8月 - 9月 - 10月 - 11月 - 12月 參 \| |
| - 2024年香港：1月 - 2月 - 3月 - 4月 - 5月 - 6月 - 7月 - 8月 - 9月 - 10月 - 11月 - 12月 - 2023年香港：1月 - 2月 - 3月 - 4月 - 5月 - 6月 - 7月 - 8月 - 9月 - 10月 - 11月 - 12月 - 2022年香港：1月 - 2月 - 3月 - 4月 - 5月 - 6月 - 7月 - 8月 - 9月 - 10月 - 11月 - 12月 - 2021年香港：1月 - 2月 - 3月 - 4月 - 5月 - 6月 - 7月 - 8月 - 9月 - 10月 - 11月 - 12月 - 2020年香港：1月 - 2月 - 3月 - 4月 - 5月 - 6月 - 7月 - 8月 - 9月 - 10月 - 11月 - 12月 - 2019年香港：1月 - 2月 - 3月 - 4月 - 5月 - 6月 - 7月 - 8月 - 9月 - 10月 - 11月 - 12月 - 2018年香港：1月 - 2月 - 3月 - 4月 - 5月 - 6月 - 7月 - 8月 - 9月 - 10月 - 11月 - 12月 - 2017年香港：1月 - 2月 - 3月 - 4月 - 5月 - 6月 - 7月 - 8月 - 9月 - 10月 - 11月 - 12月 - 2016年香港：1月 - 2月 - 3月 - 4月 - 5月 - 6月 - 7月 - 8月 - 9月 - 10月 - 11月 - 12月 - 2015年香港：1月 - 2月 - 3月 - 4月 - 5月 - 6月 - 7月 - 8月 - 9月 - 10月 - 11月 - 12月 - 2014年香港：1月 - 2月 - 3月 - 4月 - 5月 - 6月 - 7月 - 8月 - 9月 - 10月 - 11月 - 12月 - 2013年香港：1月 - 2月 - 3月 - 4月 - 5月 - 6月 - 7月 - 8月 - 9月 - 10月 - 11月 - 12月 - 2012年香港：1月 - 2月 - 3月 - 4月 - 5月 - 6月 - 7月 - 8月 - 9月 - 10月 - 11月 - 12月 - 2011年香港：1月 - 2月 - 3月 - 4月 - 5月 - 6月 - 7月 - 8月 - 9月 - 10月 - 11月 - 12月 - 2010年香港：1月 - 2月 - 3月 - 4月 - 5月 - 6月 - 7月 - 8月 - 9月 - 10月 - 11月 - 12月 - 2009年香港：1月 - 2月 - 3月 - 4月 - 5月 - 6月 - 7月 - 8月 - 9月 - 10月 - 11月 - 12月 - 2008年香港：1月 - 2月 - 3月 - 4月 - 5月 - 6月 - 7月 - 8月 - 9月 - 10月 - 11月 - 12月 - 2007年香港：1月 - 2月 - 3月 - 4月 - 5月 - 6月 - 7月 - 8月 - 9月 - 10月 - 11月 - 12月 - 2006年香港：1月 - 2月 - 3月 - 4月 - 5月 - 6月 - 7月 - 8月 - 9月 - 10月 - 11月 - 12月 - 2005年香港：1月 - 2月 - 3月 - 4月 - 5月 - 6月 - 7月 - 8月 - 9月 - 10月 - 11月 - 12月 - 2004年香港：1月 - 2月 - 3月 - 4月 - 5月 - 6月 - 7月 - 8月 - 9月 - 10月 - 11月 - 12月 - 2003年香港：1月 - 2月 - 3月 - 4月 - 5月 - 6月 - 7月 - 8月 - 9月 - 10月 - 11月 - 12月 - 2002年香港：1月 - 2月 - 3月 - 4月 - 5月 - 6月 - 7月 - 8月 - 9月 - 10月 - 11月 - 12月 - 2001年香港：1月 - 2月 - 3月 - 4月 - 5月 - 6月 - 7月 - 8月 - 9月 - 10月 - 11月 - 12月 - 2000年香港：1月 - 2月 - 3月 - 4月 - 5月 - 6月 - 7月 - 8月 - 9月 - 10月 - 11月 - 12月 - 1999年香港：1月 - 2月 - 3月 - 4月 - 5月 - 6月 - 7月 - 8月 - 9月 - 10月 - 11月 - 12月 - 1998年香港：1月 - 2月 - 3月 - 4月 - 5月 - 6月 - 7月 - 8月 - 9月 - 10月 - 11月 - 12月 - 1997年香港：1月 - 2月 - 3月 - 4月 - 5月 - 6月 - 7月 - 8月 - 9月 - 10月 - 11月 - 12月 參       |

1. ↑  容量有限，本表只列出香港回歸以來各年各月香港新聞動態。關於更早年代的各年各月香港新聞動態，詳見於某年香港（某年表示1997年之前的公曆年份）。